# Vera Sesina
Vera Valer'evna Sesina (in russo Вера Валерьевна Сесина?; Ekaterinburg, 23 febbraio 1986) è un'ex ginnasta russa vicecampionessa mondiale nel 2007 e campionessa europea nel 2016 nel concorso individuale.

## Biografia
Sesina ha debuttato a livello internazionale durante gli Europei di Granada 2002, vincendo la medaglia d'oro nella gara a squadre; l'anno seguente partecipa anche ai suoi primi campionati mondiali ottenendo un risultato analogo. Ai Mondiali di Baku 2005, oltre a confermare il primo posto nella gara a squadre, si laurea campionessa nel nastro, mentre nel concorso individuale hanno la meglio le connazionali Ol'ga Kapranova e Irina Čaščina che piazzandosi davanti a lei hanno acquisito il diritto a disputare la finale (nella fase di qualificazione Sesina è quinta).
Agli Europei di Baku 2006 Vera Sesina (con 69.400 punti) è prima nel concorso individuale davanti alla connazionale Alina Kabaeva (69.150) e l'ucraina Hanna Bezsonova (67.600). Nel 2007 mantiene prestazioni di alto livello diventando vicecampionessa mondiale, dietro la Bezsonova, e salendo sul podio in tutte le finali di specialità sia ai campionati europei sia a quelli mondiali. Alcuni problemi fisici in cui incorre però favoriscono Kapranova nella selezione per un posto alle Olimpiadi di Pechino 2008, con l'altro posto disponibile saldamente appannaggio della Kanaeva.
Conclude la propria carriera vincendo agli Europei di Baku 2009 l'oro nella gara a squadre e tre medaglie d'argento nella fune, nel cerchio e nel nastro. Il riacutizzarsi di problemi fisici non le consentirà di portare a termine la stagione.

## Palmarès
In carriera ha ottenuto i seguenti risultati:

### Mondiali
Individuale
- Oro nel nastro a Baku 2005
- Oro nella fune a Patrasso 2007
- Oro nel nastro a Patrasso 2007
- Argento all-around a Patrasso 2007
- Argento nel cerchio a Patrasso 2007
- Bronzo nelle clavette a Patrasso 2007

A squadre
- Oro a Budapest 2003
- Oro a Baku 2005
- Oro a Patrasso 2007

### Europei
Individuale
- Oro all-around a Mosca 2006
- Oro nelle clavette a Baku 2007
- Argento nella fune a Baku 2007
- Bronzo nel cerchio a Baku 2007
- Bronzo nel nastro a Baku 2007
- Argento nella fune a Baku 2009
- Argento nel cerchio a Baku 2009
- Argento nel nastro a Baku 2009

A squadre
- Oro a Granada 2002
- Oro a Mosca 2005
- Oro a Baku 2007
- Oro a Baku 2009

### Giochi mondiali
Individuale
- Oro nel nastro a Duisburg 2005
- Argento nella fune a Duisburg 2005
- Bronzo nella palla a Duisburg 2005

A squadre

### Universiadi
Individuale
- Argento nella fune a Bangkok 2007
- Argento nelle clavette a Bangkok 2007
- Bronzo all-around a Bangkok 2007
- Bronzo nel nastro a Bangkok 2007

A squadre